# Corleone
Corleone település Olaszországban, Szicília régióban, Palermo megyében. Lakosainak száma 10 364 fő (2023. január 1.). Corleone Campofelice di Fitalia, Campofiorito, Contessa Entellina, Chiusa Sclafani, Godrano, Mezzojuso, Monreale, Palazzo Adriano, Prizzi, Roccamena és Bisacquino községekkel határos.

## Népesség
A település lakossága az elmúlt években az alábbi módon változott:
| Lakosok száma | 11 373 | 11 158 | 11 128 | 10 364 |
|               | 2010   | 2017   | 2018   | 2023   |